# Victoria de Hesse-Darmstadt
Victoria de Hesse-Darmstadt, née à Windsor le 5 avril 1863 et morte le 24 septembre 1950, est la fille aînée du grand-duc Louis IV de Hesse et de sa première épouse Alice du Royaume-Uni. Par sa mère, elle est la petite-fille de la reine Victoria, d'après laquelle elle est nommée.
Sa mère meurt alors que son frère et ses sœurs sont encore jeunes, ce qui la place dans une position de responsabilité dès l'âge de quinze ans. Grâce au soutien de sa grand-mère, elle épouse en 1884 son cousin, l'officier de la Royal Navy Louis de Battenberg, issu d'une branche morganatique de la Maison de Hesse, à laquelle elle appartient aussi.
Ce mariage d'amour donne naissance à quatre enfants. Victoria suit son mari au gré de ses affectations en Europe, ce qui lui permet de laisser libre cours à sa curiosité intellectuelle.
La Première Guerre mondiale est un moment de déchirement. Ses deux sœurs, la tsarine Alexandra et la grande-duchesse Élisabeth sont exécutées sommairement avec leurs familles par les bolcheviks. Les autres membres de la famille sont allemands et son autre sœur, Irène, a épousé le frère du Kaiser. Dans un contexte de forte germanophobie en Grande-Bretagne, le couple abandonne ses titres allemands et la princesse devient Victoria Mountbatten, marquise de Milford Haven.
Après la mort de son mari en 1921, elle se retire au palais de Kensington, où elle meurt en 1950.
Victoria est considérée par ses proches comme une personne franche, pragmatique et intelligente, aux opinions libérales. Elle est la grand-mère maternelle du prince Philip, prince consort de la reine Élisabeth II.

## Biographie

### Jeunesse

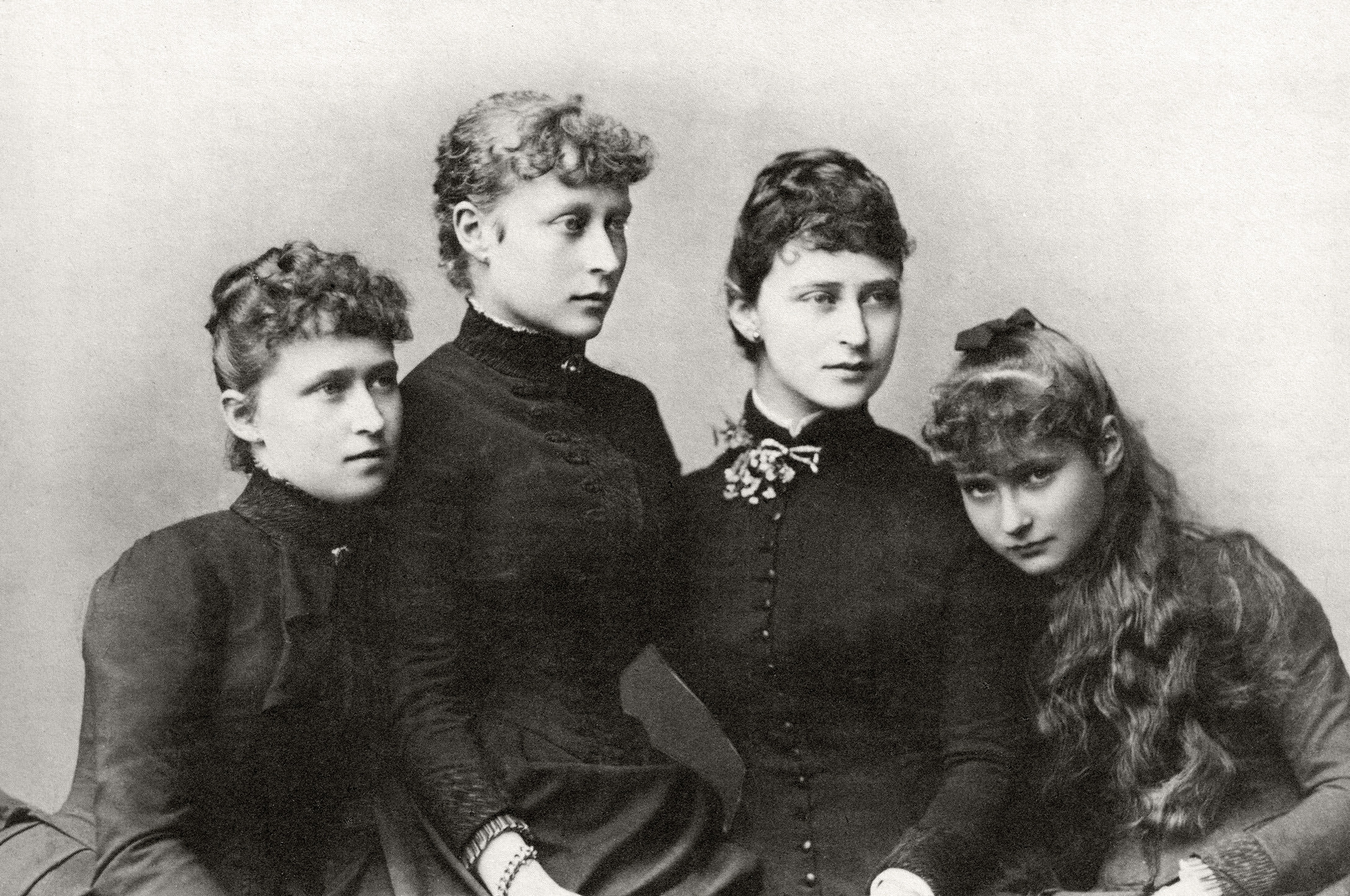
Les quatre sœurs en 1885 : Irène, Victoria, Élisabeth et Alix.

Victoria, fille aînée du prince Louis de Hesse et de son épouse Alice du Royaume-Uni, naît le 5 avril 1863, jour de Pâques, au château de Windsor, en présence de sa grand-mère maternelle, la reine Victoria. Elle est baptisée dans la foi luthérienne dans les bras de la reine le 27 avril. Ses marraines sont la reine Victoria et la princesse Marie-Adélaïde de Cambridge, et ses parrains sont le grand-duc Louis III de Hesse, le prince de Galles et le prince Henri de Hesse et du Rhin. Elle vit ses premiers mois à Bessungen, non loin de Darmstadt, avant que sa famille s'installe dans le nouveau palais de Darmstadt l'année de ses trois ans. Elle y partage une chambre avec sa sœur cadette Élisabeth jusqu'à l'âge adulte. Elle reçoit une éducation de haute qualité, et reste une lectrice insatiable jusqu'à sa mort.
En juin 1866, les troupes prussiennes envahissent la Hesse dans le cadre de la guerre austro-prussienne. Les petites princesses Victoria et Élisabeth sont envoyées auprès de leur grand-mère en Angleterre tandis que leur mère donne le jour à une troisième fille prénommée intentionnellement Irène, prénom inusité dans les maisons souveraines européennes mais porteur de symbole. À la fin du conflit, qui débouche sur l'annexion du royaume de Hanovre, du duché de Nassau, de l'électorat de Hesse-Cassel et d'une partie de la Hesse-Darmstadt par la Prusse, le grand-duché ne doit son indépendance et sa survie qu'à la protection du tsar Alexandre II de Russie dont l'épouse Marie de Hesse-Darmstadt est la sœur du grand-duc.
Lorsqu'éclate la guerre franco-allemande de 1870, la Hesse-Darmstadt, comme les autres principautés d'Allemagne du sud ne peuvent que rejoindre les rangs prussiens. Des hôpitaux militaires sont installés autour du palais de Darmstadt, et Victoria, qui a 7 ans, y travaille aux cuisines aux côtés de sa mère. Par la suite, elle se rappelle l'intense froid hivernal, ainsi qu'une brûlure causée par de la soupe trop chaude. L'Empire allemand est proclamé le 18 janvier 1871 dans la Galerie des glaces du château de Versailles et la couronne confiée au roi Guillaume Ier de Prusse et à ses descendants.
En 1872, le frère de Victoria, Frédéric, âgé de 18 mois, est diagnostiqué hémophile. La nouvelle est un choc pour les familles royales européennes, car la reine Victoria a donné naissance à son fils hémophile, le prince Léopold, vingt ans auparavant, et c'est la première preuve que la maladie de la famille royale pourrait être héréditaire. L'année suivante, Frédéric fait une chute et meurt. C'est la première des nombreuses tragédies qui frapperont la maison de Hesse-Darmstadt.
En 1877, le père de Victoria succède à son oncle mort sans postérité, sur le trône de Hesse-Darmstadt. Il règnera sous le nom de Louis IV de Hesse.

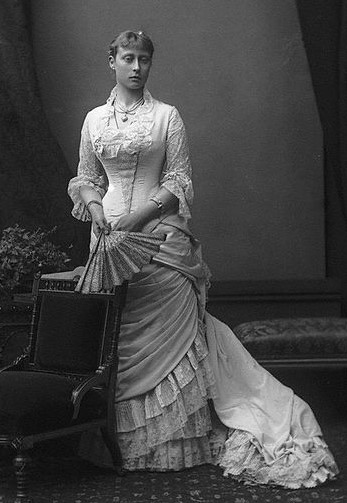
Photographie par Alexander Bassano en 1878.

Victoria contracte la diphtérie au début du mois de novembre 1878. Sa sœur Élisabeth est rapidement éloignée de leur chambre commune ; en fin de compte, elle est la seule à échapper à l'épidémie dans la famille. La princesse Alice s'occupe des malades elle-même, mais elle ne peut sauver sa dernière fille, Marie, qui meurt le 16 novembre. Alors que la famille commence à récupérer, Alice tombe malade à son tour et meurt le 14 décembre. En tant qu'aînée de ses filles, c'est à Victoria de prendre en charge une partie du rôle de mère auprès de ses frères et sœurs, mais aussi de son père, et ce bien qu'elle n'ait encore que quinze ans. Par la suite, elle écrit : « La mort de ma mère fut une perte irréparable […] Sa mort marqua la fin de mon enfance, car je devins alors l'aînée et la plus responsable ».

### Mariage

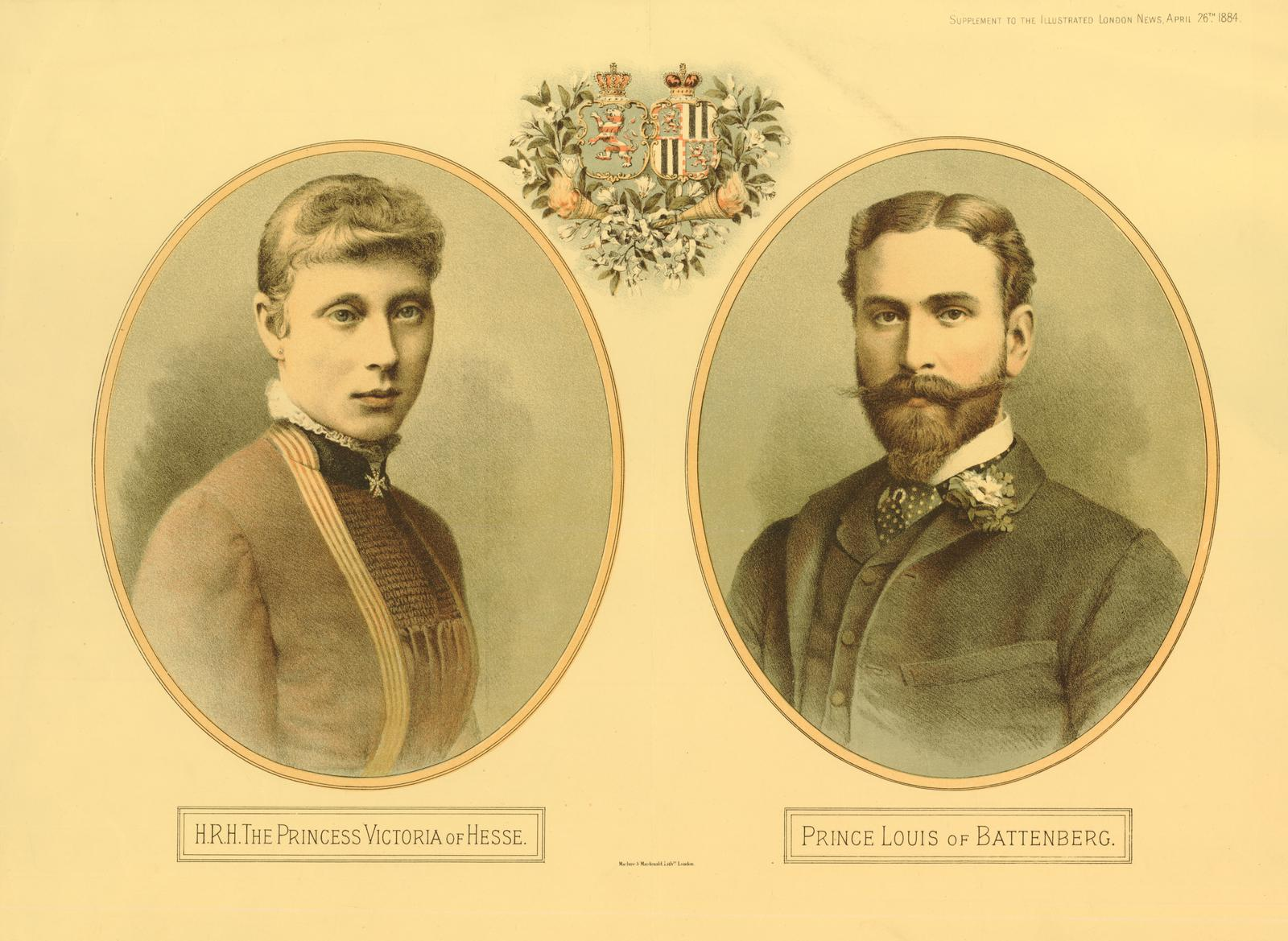
Victoria de Hesse et son époux en 1886.

Lors des réunions de famille, Victoria croise souvent son cousin Louis de Battenberg. Issu d'une branche morganatique de la maison de Hesse, il a adopté la nationalité britannique et sert comme officier dans la Royal Navy. Les deux jeunes gens s'éprennent l'un de l'autre mais le père de Victoria n'approuve pas cette mésalliance avec un prince peu fortuné qui le privera de la compagnie de sa fille[réf. nécessaire]. Mais avant tout, Louis n'est pas "ebenbürtig". Issu d'un mariage morganatique, il n'est pas considéré comme un prince de sang royal et ne peut épouser la fille d'un prince régnant ou médiatisé[réf. nécessaire].
Cependant, la princesse ne se préoccupe guère du mécontentement paternel. Elle trouve une alliée de poids en la personne de sa grand-mère maternelle, la reine Victoria du Royaume-Uni. L'autoritaire souveraine sait employer les mots qu'il faut pour faire consentir son gendre au bonheur de sa petite-fille.
Durant l'hiver 1882, Victoria et Louis se retrouvent à Darmstadt et annoncent leurs fiançailles l'été suivant. Leur mariage est célébré le 30 avril 1884 à Darmstadt.
Victoria et Louis ont quatre enfants, deux filles et deux fils :
- Alice (25 février 1885 - 5 décembre 1969), épouse en 1903 le prince André de Grèce (1882-1944) ;
- Louise (13 juillet 1889 - 2 mars 1965), épouse en 1923 le roi Gustave VI Adolphe de Suède ;
- Georges, marquis de Milford Haven (6 décembre 1892 - 8 avril 1938 ) épouse en 1916 Nadejda de Torby (1896-1963), fille morganatique du grand-duc Michel Mikhaïlovitch de Russie et de Sophie von Merenberg ;
- Louis (25 juin 1900 - 27 août 1979 ) épouse en 1922 lady Edwina Ashley (1901-1960).

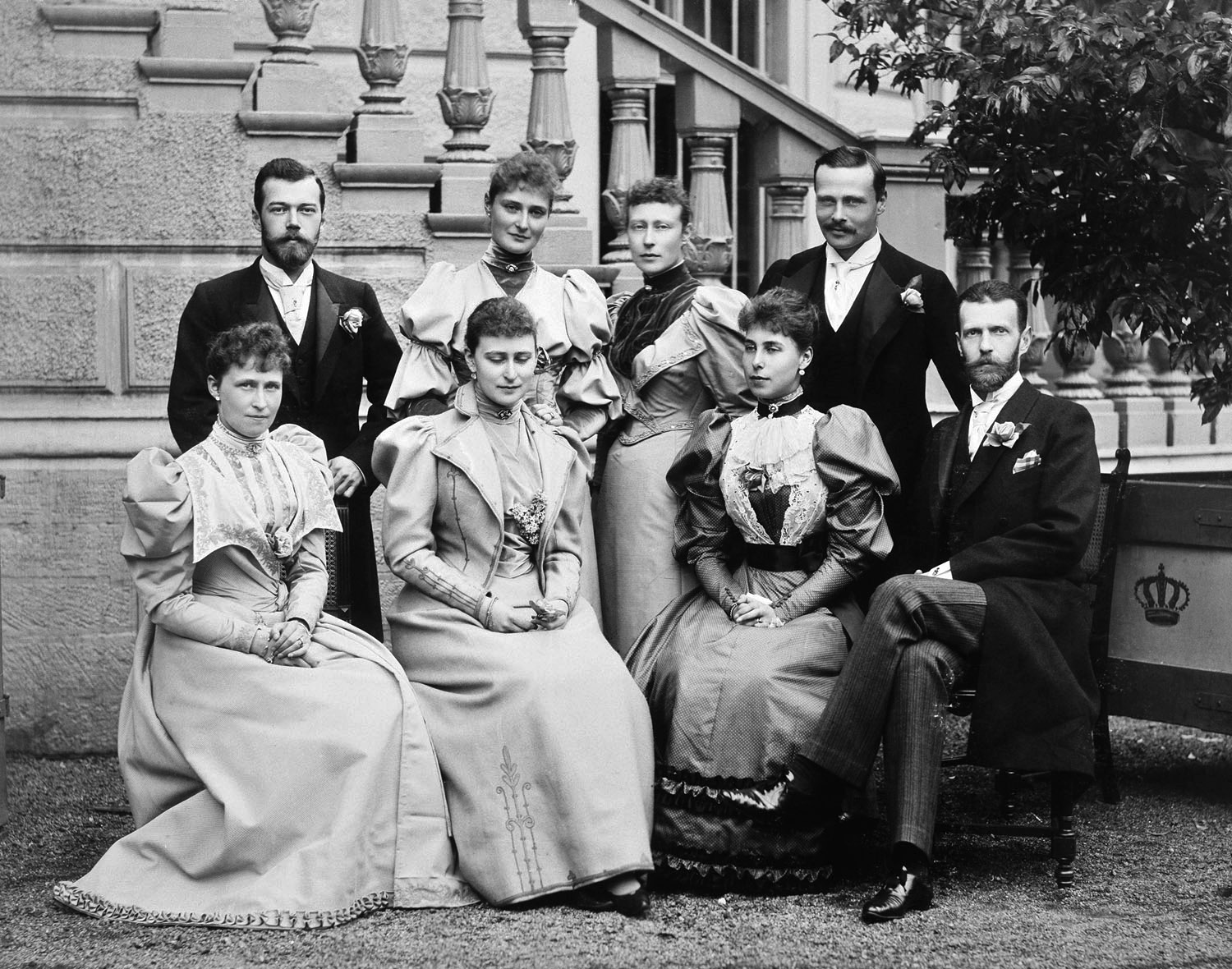
Victoria (second rang, deuxième à partir de la droite) au mariage de son frère Ernest-Louis (deuxième rang à droit) avec Victoria-Mélita de Saxe-Cobourg-Gotha (assise, deuxième à partir de la droite) en 1894. Nicolas II de Russie et sa fiancée Alix sont au second rang à gauche, Irène et Élisabeth sont assises à gauche, et le grand-duc Serge Alexandrovitch de Russie est assis à droite.

Le couple réside dans une série de propriétés à Chichester, Walton-on-Thames et Jugenheim. Victoria passe également quelques hivers à Malte lors des périodes de service de son mari dans la Mediterranean Fleet. Passionnée de science, elle dessine une carte géologique détaillée de l'île de Malte et participe à des fouilles archéologiques à Malte et en Allemagne. Elle consigne méticuleusement ses lectures, qui incluent notamment des traités de philosophie socialiste. Elle se charge elle-même de l'éducation de ses enfants, et les introduit à des idées et inventions nouvelles. Elle donne des cours à son benjamin Louis jusqu'à ses dix ans. En 1968, celui-ci se souvient de sa mère comme d'« une encyclopédie vivante », et la décrit comme « franche et ouverte d'esprit comme peu de membres de la famille royale », et « totalement dénuée de préjugés politiques ou raciaux ». En 1906, elle fait un voyage en Zeppelin, puis en biplan, même s’il "n'était pas fait pour transporter des passagers, nous étions attachés à nos sièges en se tenant au dos du pilote".
Jusqu'en 1914, Victoria rend régulièrement visite à sa famille en Allemagne, dont son frère Louis V de Hesse et sa sœur Irène, mariée au frère du Kaiser, et en Russie à ses sœurs Élisabeth, épouse du grand-duc Serge Alexandrovitch de Russie, et Alix, mariée au tsar Nicolas II. Victoria essaye en vain de convaincre la tsarine de se détacher de l'influence de Raspoutine.

### La guerre et le déchirement des familles
Lorsque la Première Guerre mondiale éclate, la famille se trouve divisée. Victoria, Élisabeth et Alix se trouvent dans le camp des alliés tandis que Louis, grand-duc de Hesse et Irène, princesse de Prusse et belle-sœur du Kaiser, se trouvent du côté des Empires Centraux. Victoria et sa fille, Louise, se trouvent alors en Russie à Iekaterinbourg. Par train et bateau, elles se rendent à Saint-Pétersbourg puis rejoignent Tornio et Stockholm. Elles prennent à Bergen, en Norvège, le dernier navire vers la Grande-Bretagne.
En Russie et au Royaume-Uni, les princesses de Hesse sont soupçonnées de germanophilie voire de trahison et le prince de Battenberg est contraint de quitter la marine en raison de ses origines allemandes. Il se retire avec son épouse à Kent House, une propriété sur l'île de Wight offerte à Victoria par sa tante Louise, duchesse d'Argyll. Pour la princesse, c'est le gouvernement (« rares sont ceux qui le respectent réellement ou lui font confiance ») qui est responsable de la démission forcée de son mari. Elle se méfie du Premier Lord de l'Amirauté Winston Churchill, qu'elle juge indigne de confiance depuis un incident mineur : il lui avait emprunté un livre qu'il ne lui avait jamais rendu. L'hostilité de la population incite le roi George V à renoncer à ses titres allemands, et Louis et Victoria renoncent également aux leurs le 14 juillet 1917. Ils adoptent le nom de famille Mountbatten, une forme anglicisée de Battenberg. Quatre mois plus tard, le roi confère un nouveau titre à Louis, celui de marquis de Milford Haven.
Pendant ce temps les nouvelles venues de Russie sont mauvaises; la monarchie est renversée en mars 1917. Les membres de la famille impériale qui n'ont pu fuir à l'étranger sont emprisonnés.
En juillet 1918, le tsar, Alix et leurs enfants sont exécutés sommairement par la milice révolutionnaire. Quelques jours plus tard, Élisabeth est à son tour exécutée par les bolcheviks dans des conditions atroces. En novembre, la monarchie s'effondre en Allemagne, le Kaiser s'enfuit aux Pays-Bas, le frère de Victoria perd son trône.

### Veuvage

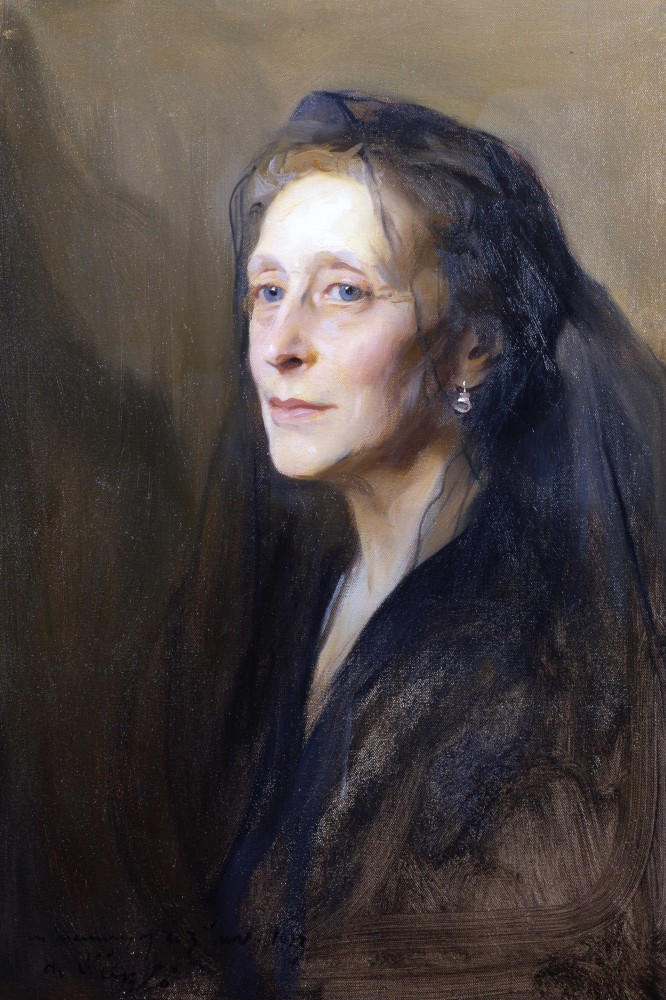
Portrait par Philip de László en 1937.

Le 11 septembre 1921, après avoir retrouvé sa femme au Naval and Military Club (en) à Piccadilly, Louis se plaint de douleurs. Victoria le convainc de se reposer dans une salle annexe du club et appelle un médecin. La princesse se rend à une pharmacie voisine pour se procurer les médicaments prescrits par le médecin. En rentrant au club, elle découvre son mari mort. Victoria s'installe alors au palais de Kensington et devient ce que son biographe Richard Hough appelle « une sorte de matriarche des dernières têtes couronnées d'Europe ».
En 1930, sa fille aînée Alice, qui souffre de dépression nerveuse, est diagnostiquée schizophrène. Dans les années qui suivent, Victoria joue un rôle majeur dans l'éducation de son petit-fils Philip Mountbatten, qui garde un bon souvenir d'elle : « J'aimais beaucoup ma grand-mère, elle était toujours serviable. Elle savait s'y prendre avec les enfants […] d'une façon très pragmatique. Elle les traitait de la bonne façon, avec un parfait mélange de raison et d'émotion. »
En 1937, l'ex grand-duc de Hesse-Darmstadt meurt. La même année a lieu en Angleterre le mariage de son fils cadet. Le grand-duc titulaire et sa famille décide de s'y rendre en avion. L'appareil s'écrase en Belgique. Toute la famille grand-ducale de Hesse est décimée. Le gouvernement nazi sera soupçonné d'avoir organisé l'accident.
Durant la Seconde Guerre mondiale, les bombardements chassent Victoria, bientôt octogénaire, du palais de Kensington, et elle s'installe pour un temps au château de Windsor, auprès du roi George VI.
Son dernier fils, Louis, et deux de ses petits-fils servent dans la Royal Navy, tandis que des membres de sa famille allemande combattent dans le camp ennemi. Ses années de guerre sont principalement consacrées à la lecture, mais elle s'inquiète beaucoup du sort de ses enfants ; elle n'a aucune nouvelle de sa fille Alice, restée en Grèce occupée, pendant quatre ans.
Après la victoire, son fils Louis se voit offrir le poste de vice-roi des Indes. Il l'accepte malgré l'opposition résolue de sa mère, qui connaît les risques et les difficultés liées à cette charge.
En 1947, son petit-fils Philip Mountbatten épouse la princesse Élisabeth, fille aînée et héritière du trône. Le couple princier donne le jour à un fils Charles, prince de Galles ; Victoria, arrière-grand-mère du nouveau-né, est une de ses marraines.
Elle accueille chez elle les petits-fils de sa cousine la reine Victoire-Eugénie, Alphonse et Gonzalve, durant l’été 1947.
Au cours de l'été 1950, la princesse, âgée de 87 ans, fumeuse depuis l'âge de seize ans, contracte une bronchite chez son fils Louis à Broadlands, dans le Hampshire. Elle rentre au palais de Kensington, affirmant qu'« il vaut mieux mourir chez soi », et s'y éteint le 24 septembre.
Quatre jours plus tard, elle est enterrée à Whippingham, dans l'île de Wight.

## Postérité
Les mémoires de Victoria, rédigés avec l'aide de sa dame de compagnie Sophie Buxhoeveden (en), sont conservées aux archives Mountbatten de l'université de Southampton. Ils constituent une source précieuse pour les historiens de la monarchie. Une partie des lettres adressées par la reine Victoria à sa petite-fille ont été éditées en 1975 par Richard Hough.
Le fils de Victoria, Louis, se souvient d'elle comme étant « vive d'esprit, très loquace, déterminée et ergoteuse. Elle aiguisait l'intelligence des autres avec son merveilleux esprit ». Sa petite-fille Pamela la trouvait « impressionnante, mais jamais intimidante » : « une femme d'une grande honnêteté, pleine de bon sens et de modestie ». À la fin de sa vie, Victoria déclare à son fils : « L'histoire se rappelle les bonnes actions que l'on fait, et cela n'a rien à voir avec le rang ou les titres […] Je n'aurais jamais pensé qu'on ne se souviendrait de moi que comme ta mère. Tu es tellement célèbre à présent et personne ne me connaît, et c'est très bien ainsi. »

### Correspondance et mémoires
- (en) Arturo E. Beéche et Ilana D. Miller, Recollections – The Memoirs of Victoria Marchioness of Milford Haven, Eurohistory, 2020 (ISBN 978-1-944207-13-7 et 1-944207-13-9).
- (en) Richard Hough, Advice To A Grand-Daughter : Letters From Queen Victoria To Princess Victoria, Simon and Schuster, 1976 (ISBN 0-671-22242-2).

### Sur Victoria et sa famille
- (en) Richard Hough, Louis and Victoria : The Family History of the Mountbattens, Weidenfeld and Nicolson, 1984, 2e éd. (ISBN 0-297-78470-6).
- (en) John Terraine, The Life and Times of Lord Mountbatten, Arrow Books, 1980, 202 p. (ISBN 0-09-922630-8).
- (en) Hugo Vickers, Alice, Princess Andrew of Greece, Hamish Hamilton, 2000, 477 p. (ISBN 0-241-13686-5).
- (en) Hugo Vickers, « Mountbatten, Victoria Alberta Elisabeth Mathilde Marie, marchioness of Milford Haven (1863–1950) », dans Oxford Dictionary of National Biography, Oxford University Press, 2004.
- (en) Philip Ziegler, Mountbatten : the official biography, London/Sydney/Toronto, Collins, 1985, 786 p. (ISBN 0-00-216543-0).
- Robert K. Massie, The Romanovs : The Final Chapter, New York, Ballantine Books, 1995, 308 p. (ISBN 978-0-345-40640-8)
- Ilana D. Miller, The Four Graces : Queen Victoria's Hessian Granddaughters, East Richmond Heights, California, Kensington House Books, 2011, 250 p. (ISBN 978-0-9771961-9-7)
- Eckhart G. Franz (dir.): Haus Hessen. Biografisches Lexikon. (= Arbeiten der Hessischen Historischen Kommission N.F., Vol. 34) Hessische Historische Kommission, Darmstadt 2012,  (ISBN 978-3-88443-411-6), Nr. HD 87, p. 368–369 (Eckhart G. Franz).